# كيث كولين
كيث كولين (بالإنجليزية: Keith Cullen)‏ هو مدير تنفيذي موسيقي ‏ أيرلندي، ولد في 1968.